# 쥘리앵 메르틴
쥘리앵 메르틴(프랑스어: Julien Mertine, 1988년 6월 26일~)은 프랑스의 펜싱 선수로 주 종목은 플뢰레이다. 2020년 하계 올림픽 남자 플뢰레 단체전에서 금메달을 획득했으며, 유럽 선수권 대회에서 금메달 5개를 획득했다.